# 전자팔찌

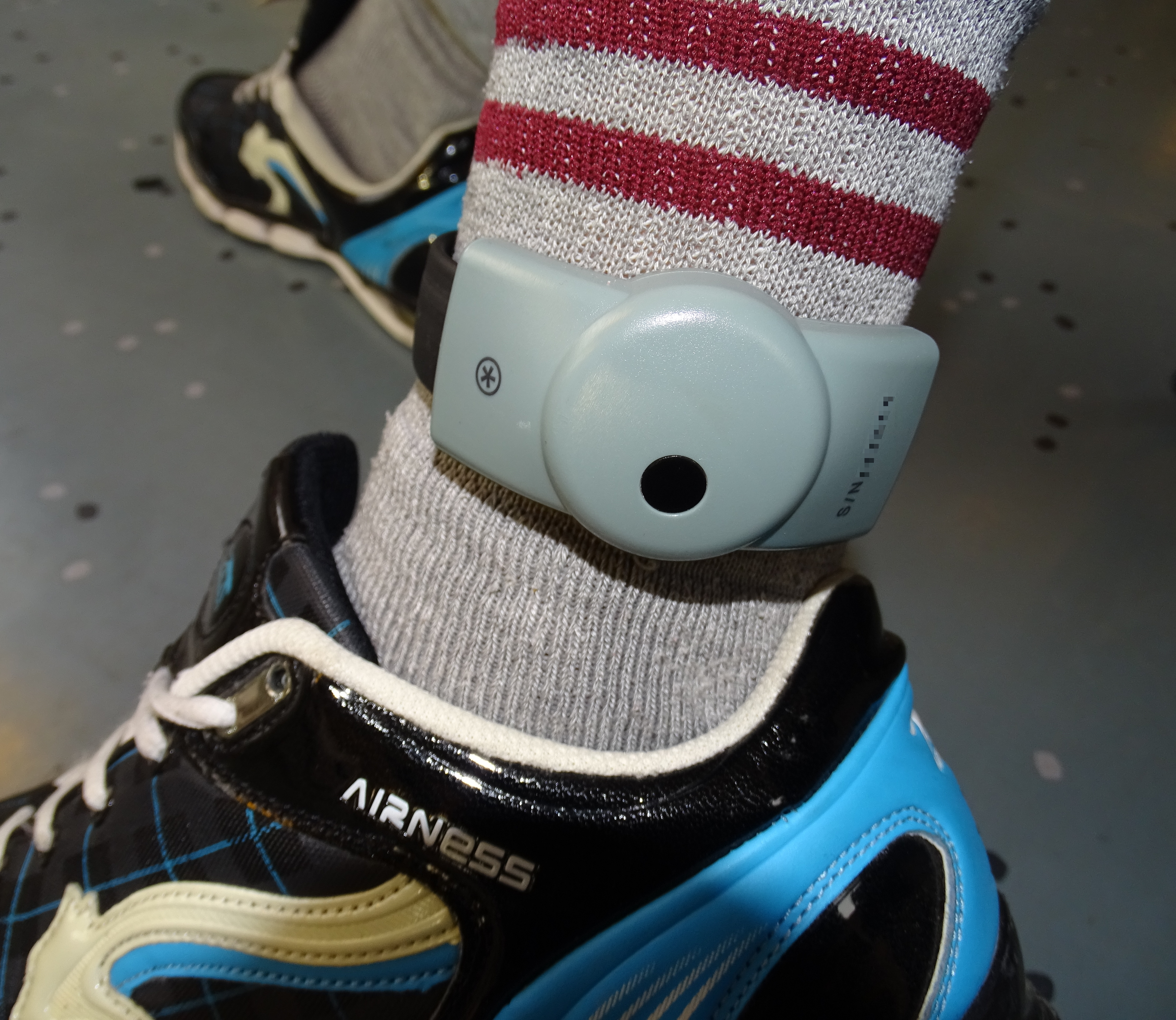
전자발찌

Jalka panta  또는 전자발찌(electronic tagging)는 위치추적 전자장치등을 이용하여 팔찌나 발찌 착용자의 위치나 상태를 감독하는 장치이다. 주로 범죄를 저지를 가능성이 높은 사람을 감시ㆍ감독하기 위해 사용된다.
1984년 가을 미국 뉴멕시코주 판사가 만화 스파이더맨에서 나온 위치추적장치에서 영감을 얻어
특정 범죄전과자나 관리대상자에게 처음 부착토록 한 것으로 알려져 있다.
특정 범죄자에게 전자팔찌 또는 전자발찌를 채우는 제도는 대한민국, 미국(44개 주), 영국 등 일부 국가에서 시범적으로 실시하고 있고, (현재 시행 중에 있음) 대만, 일본, 오스트레일리아 등에서 도입을 검토 중에 있다.

## 대한민국의 전자발찌법
'특정 성폭력 범죄자에 대한 위치추적 전자장치 부착에 관한 법률(성범죄자 전자발찌법)'으로, 성폭력 범죄자의 재범을 막기 위해 도입되었다.

### 도입 배경
법안은 한나라당 박세환 의원 등 의원 95명이 발의하고 법무부에 의해 일부 수정되었다. 대한민국 법무부에 따르면 성폭력 재범율이 13.6%로 재범자 가운데 6개월 이내 재범률이 28.1%로 재범 가능성이 높은 것으로 파악하고 있으며 이에 ‘특정 성폭력 범죄자에 대한 위치추적 전자장치 부착에 관한 법률(제정 2007.4.27 법률 제8394호)’을 2007년 4월 27일 공포하여 2008년 9월 1일부터 시행되었다.

### 장치의 구성과 기능
대상자의 위치를 24시간 추적할 수 있다. 학교 등 성폭력이 일어나기 쉬운곳은 위험지역으로 판단, 이지역에 출입 할 경우 중앙 관제 센터에 통보된다.방수·충전 기능이 있으며, 발찌가 단말기와 떨어지거나 절단될 경우 중앙관제센터에 통보된다.

### 대상(보강 필요-살인, 강도, 미성년자유괴사범 외에 보석 중인 피고인, 가석방 중인 자는 죄명 구분 없음)

#### 전자발찌를 부착할 수 있는 성폭력범죄
형법상 강간, 강제추행, 준강간, 준강제추행과 각죄의 미수범과 강간등 상해·치사, 강간등 살인·치사, 미성년자등에 대한 간음, 업무상위력등에 의한 간음, 미성년자에 대한 간음·추행등과 함께 강도강간도 포함하고 단, 혼인빙자등에 의한 간음은 전자발찌 부착대상에서 제외한다.
또한, 성폭력범죄의 처벌 및 피해자보호 등에 관한 법률상 특수강간과 그 미수범, 청소년 성보호에 관한 법률상 청소년 강간·강제추행죄도 전자발찌를 부착할 수 있는 범죄로 규정하고 있다.

#### 징역형을 마친 후 전자발찌를 채울 수 있는 경우
- 성폭력범죄로 징역형의 실형을 선고받은 자가 집행 종료 또는 면제 후 10년 이내에 성폭력범죄를 저지른 때
- 전자발찌를 부착한 전력이 있는 자가 다시 성폭력범죄를 저지른 때
- 성폭력 범죄를 2회 이상 범해 상습성이 인정될때(유죄의 확정판결을 받은 경우를 포함한다)
- 16세 미만 아동을 상대로 성폭력범죄를 저지른 때이다.(초범이라 하더라도 재범위험성이 있다고 판단되면 전자발찌를 채울 수 있다)

보호감찰기간에는 의무적으로 전자발찌를 부착 한다. 단, 만 19세 미만은 이 장치를 부착하지 못하며 4가지 경우에 해당하더라도 검사가 법원에 부착명령을 청구해 허가를 받아야 한다.

### 논란
성범죄자에게 전자발찌를 착용시키는데 논란이 있다. 찬성하는 측은 개인의 인권보호도 중요하지만 반인륜적 범죄예방 차원에서 강력한 처벌이 필요한 입장과 반대측은 이중처벌과 인권, 사생활 침해 우려가 있다는 주장이 있다.

## 위치추적 전자장치부착조항 사건
위치추적 전자장치부착조항 사건은 특정범죄자에대한위치추적자장치부착등에관한법률 제5조 등 위헌소원에 대한 대한민국 헌법재판소 판례이다.

### 사실관계
청구인은 성폭력으로 인해 위치추적장치 부착명령은 받은 자로 이 처분 근거법률이 위헌이라고 주장하면서 위헌법률심판제청신청을 하였으나 기각되자 헌법소원심판을 청구하였다.

### 결론
헌법재판소에서는 합헌으로 판단했다.

### 이유: 이 사건 전자장치부착조항의 위헌 여부
1. 전자장치 부착명령의 법적 성격 : 전자장치 부착명령의 근본적인 목적은 재범방지와 사회방위이다. "재범의 위험성"에 대해서 관련된 전문가들의 과학적인 사실판단을 참고로 하여 법률가인 검사와 판사가 이를 결정하고 있다. 전자장치부착법상 전자장치 부착명령은 형벌과는 목적이나 심사대상 등을 달리하는 보안처분이다.
2. 이중처벌금지원칙 위반 여부 : 헌법 제13조 제1항에서 말하는 '처벌'은 원칙적으로 범죄에 대한 국가의 형벌권 실행으로서의 과벌을 위미하는 것이고, 국가가 행하는 일체의 제재나 불이익처분을 모두 그 '처벌'에 포함시킬 수 없다는 것이 우리 재판소의 확립된 입장으로서, 형벌에 보호감호나 보안관찰처분을 병과하거나 청소년의 성매수자에 대해 형벌 이외에 신상공개를 병과하는 경우 모두 이중처벌금지원칙에 위배되지 않는다.
3. 과잉금지원칙 위배 여부 : 피부착자의 사생활의 비밀과 자유를 제한하며 개인정보자기결정권도 제한한다. 성폭력범죄로부터 국민을 보호하고 성폭력범죄자의 재범을 방지하고자 하는 입법목적의 정당성이 인정된다. 전자장치 부착명령은 재범 방지에 매우 효과적인 것으로 확인되고 있으므로 수단의 적정성 또한 인정된다. 행동(신체활동) 자체가 금지되거나 물리적으로 제한되는 것은 아니다. 전자장치부착에 따른 인권 침해를 최소화하기 위한 조치들을 마련하고 있다. 성폭력범죄는 대부분 습벽에 의한 것이고 그 습벽은 단기간에 교정되지 않고 장기간 계속될 가능성이 크다는 점에서 일반적으로 부착기간의 상한을 높게 확보해 둘 필요가 있다. 범죄예방 효과의 측면에서 위치추적을 통한 전자감시제도보다 덜 기본권 제한적인 수단을 쉽게 마련하기 어렵다. 피부착자는 자신의 위치만이 국가에 노출될 뿐 자신의 행위가 국가에 노출되는 것은 아니다. 부착장치의 부착 그 자체로 인해 피부착자가 겪게 될 움직임의 불편이나 이물감은 그다지 크지 않을 것이다. 성폭력범죄는 '인격 살인'으로 불릴 만큼 피해자에게 회복할 수 없는 육체적, 정신적 상처를 남길 수 있다. 전자장치부착조항이 보호하고자 하는 이익에 비해 재범의 위험성이 있는 성폭력범죄자가 입는 불이익이 결코 크다고 할 수 없다.

## 같이 보기
- 성범죄자 알림e

## 참고 문헌
- 최근3개년 헌법 판례정리, 윌비스
- 정회철, 최근5년간 헌법중요판례 200, 여산, 2012.
- 헌법재판소 판례 2012.12.27. 2011헌바89